# Leticia Servín
Leticia Servín (Distrito Federal, México, 1973) es una cantante, compositora, conductora, productora y actriz mexicana.

## Biografía
Estudió guitarra con Víctor Fuentes (bajista de Toncho Pilatos) de 1991 a 1993. Posteriormente ingresó al Conservatorio de Las Rosas donde estudió canto con la mezzosoprano Guadalupe Góngora y de 1993 a 1996 estudió  piano, guitarra y teoría musical. 
Siendo parte del Taller de ópera del Conservatorio, participó en montajes de varias óperas, como Los tres centavos, La Traviata y Dido y Eaneas. También participó en el Taller de títeres Modus Mitoterus y en el programa infantil de televisión De tín Marín de 1994 a 1996.  
Fue organizadora del 1.er Festival Internacional de Títeres de Morelia, en coordinación con el Instituto Michoacano de Cultura. De 1996 a 1997 impartió el taller de piano y solfeo en la Casa de Cultura de Lázaro Cárdenas.
Se integró al grupo de rock Naturaleza Muerta con Gerardo Charreton.  
Fue la compositora de la música de la obra de teatro Todo de a dos de Manuel González Gil, en la que también participó como actriz, durante el IV programa Nacional de Teatro Escolar por el INBA, CONACULTA, IMSS, SEP e Instituto Michoacano de Cultura.  
Participó en el 2º Encuentro de roleros en Guadalajara, Jalisco así como en el 3º Encuentro de roleros en León, Guanajuato. 
Presentó su primer disco Leticia Servín en abril de 1999.
Compuso la música de la obra Comida para gatos de Mariana Lecuona, en la cual también participó como actriz, misma que representó al estado de Michoacán en la XXI Muestra Nacional de Teatro en Mérida, Yucatán. 
En 2000 actuó en el cortometraje Solicitamos asesinos de Adrián González.
Se ha presentado en varios festivales culturales y de cantautores. Por ejemplo, en 2019 abrió el concierto del 1° Festival latinoamericano de trova y canción urbana «Cantares», en las Islas de Ciudad Universitaria (UNAM, CDMX), junto a Caetano Veloso, Tita e Isabel Parra, Inti Illimani, Fernando Delgadillo y Óscar Chávez.

## Discografía
- Leticia Servín  (1999)
- Mundomatraca (2001)
- Sueño Rock  (2004)
- Flores  (2007)
- La fiera borrasca (2017)